# Miguel Ángel Neira
Miguel Ángel Neira Pincheira (Hualqui, 9 de octubre de 1952) es un exfutbolista 
y entrenador chileno.

## Trayectoria
Su debut fue el 6 de octubre de 1976, y jugó por los clubes club Huachipato, Unión Española, O'Higgins y Universidad Católica. 
Tiene 4 hijos, Raúl, María José, María Jesús e Ignacia.
Su campaña en Huachipato y Unión Española, hicieron que el entrenador Luis Santibáñez lo llevara a Rancagua para marcar una época en el mejor O'Higgins hasta ese entonces. Jugó entre 1978 y 1980 llevando a los celestes a Copa Libertadores en dos oportunidades e incluso a semifinales del torneo continental en la versión de 1980. Es el cuarto goleador histórico de O'Higgins con 80 conquistas.
Hincha declarado de la Universidad Católica, firmó por los cruzados en 1981 elevándose de inmediato a la categoría de referente. Parte de un equipo estelar constituido con la finalidad de retomar glorias pasadas, Neira se transformó en figura y goleador del equipo, sin embargo, las primeras campañas del equipo no fueron las esperadas. 
En 1983, bajo su liderazgo en la cancha, y la conducción técnica de Ignacio Prieto, la UC retornó a los triunfos. Ese año ganó la Copa Chile y en 1984 logró la Copa República y el ansiado Campeonato Nacional, con Neira como capitán del equipo. En este campeonato, Neira formó una interesante dupla de mediocampo junto a Jorge Aravena, más el atacante Osvaldo "Arica" Hurtado
Ese año la UC llegó a semifinales de la Copa Libertadores de América, siendo eliminada por quien sería campeón del certamen, Independiente de Avellaneda. En el partido jugado en Argentina (triunfo de Independiente 2-1) Neira anotó un gol desde el costado derecho.
En las temporadas siguientes Neira fue perdiendo no sólo su preponderancia en la cancha, sino que incluso fue relegado al banco. En 1987 Hurtado le arrebató la capitanía del equipo, y Neira fue suplente en el campeonato que le dio la sexta estrella a la UC. Alejado públicamente del DT Ignacio Prieto, en 1988 retornó a O'Higgins.
En su paso por la UC (1981 hasta 1987), sólo contabilizando campeonatos nacionales, jugó 201 partidos, marcando 55 goles.

## Selección nacional
En la Selección Chilena fue vicecampeón de la Copa América 1979 y disputó la Copa del Mundo 1982, ocupando la camiseta número 20. Convirtió un gol de penal a Argelia, en la derrota chilena 2-3.
Sus nominaciones en la selección culminaron en las eliminatorias para México 86 donde Chile no pudo clasificar. 

### Participaciones en eliminatorias
| Clasificatoria                                                   | Resultado | Partidos | Goles |
| ---------------------------------------------------------------- | --------- | -------- | ----- |
| Clasificación de Conmebol para la Copa Mundial de Fútbol de 1982 | 1°        | 3        | 1     |
| Clasificación de Conmebol para la Copa Mundial de Fútbol de 1986 | Eliminado | 4        | 0     |

### Participaciones en Copas del Mundo
| Mundial                        | Sede   | Resultado    | Partidos | Goles |
| ------------------------------ | ------ | ------------ | -------- | ----- |
| Copa Mundial de Fútbol de 1982 | España | Primera fase | 3        | 1     |

### Participaciones en Copa América
| Copa              | Sede              | Resultado  | Partidos | Goles |
| ----------------- | ----------------- | ---------- | -------- | ----- |
| Copa América 1979 | Sin sede definida | Subcampeón | 5        | 0     |

## Clubes

### Como jugador
| Clubes               | País  | Año       |
| -------------------- | ----- | --------- |
| Huachipato           | Chile | 1974-1975 |
| Unión Española       | Chile | 1976-1977 |
| O'Higgins            | Chile | 1978-1980 |
| Universidad Católica | Chile | 1981-1987 |
| O'Higgins            | Chile | 1988      |

### Como entrenador
| Clubes              | País  | Año       |
| ------------------- | ----- | --------- |
| Unión Española      | Chile | 1992      |
| Deportivo La Granja | Chile | 2016-Act. |

## Palmarés

### Como jugador

#### Torneos nacionales oficiales
| Título               | Club                 | País  | Año  |
| -------------------- | -------------------- | ----- | ---- |
| Primera División     | Huachipato           | Chile | 1974 |
| Primera División     | Unión Española       | Chile | 1977 |
| Copa Chile           | Universidad Católica | Chile | 1983 |
| Copa de la República | Universidad Católica | Chile | 1984 |
| Primera División     | Universidad Católica | Chile | 1984 |
| Primera División     | Universidad Católica | Chile | 1987 |

### Distinciones individuales
| Distinción                                                                    | Año  |
| ----------------------------------------------------------------------------- | ---- |
| Máximo goleador de la Copa Chile (9 goles)                                    | 1980 |
| Incluido en el equipo ideal del Siglo de O'Higgins en votación de los Hinchas | 1999 |